# ケネディ宇宙センター第39発射施設
ケネディ宇宙センター第39発射施設（ケネディうちゅうセンターだい39はっしゃしせつ、英語: Launch Complex 39、略称: LC-39）は、アメリカ合衆国フロリダ州メリット島にあるケネディ宇宙センター内のロケット発射場である。発射場および施設群は元々アポロ計画のために建設され、後にスペースシャトル計画のために改修された。2023年現在、39A発射台 (LC-39A) が、スペースX社のファルコン9とファルコンヘビーの打ち上げに、39B発射台 (LC-39B) がNASAのスペース・ローンチ・システム (SLS) の打ち上げに使用されている。新しく、小さな39C発射台 (LC-39C) は2015年に完成し、小規模な打ち上げに対応するが、まだ使用されていない。
LC-39は、39A、39B、39Cの3基の発射台、およびビークル組立棟 (VAB)、VABと発射台との間でクローラー・トランスポーターが移動式発射プラットフォームを輸送するために敷かれた運搬路であるクローラーウェイ、オービタ整備施設 (OPF)、制御室 (the firing rooms) が入る打ち上げ管制センター、テレビ中継や写真撮影で象徴的に映されるカウントダウン時計で有名な報道関係者向け施設に加え、さまざまな補給拠点や運用支援施設から構成されている。
スペースX社は39A発射台をNASAからリースして改修を施し、2017年以降のファルコン9の打ち上げに対応している。NASAはコンステレーション計画のために2007年から39B発射台の改修を開始していたが、2010年に同計画が中止となったため、現在は2019年12月に最初の打ち上げが予定されているスペース・ローンチ・システム (SLS) での運用に向けて準備中である。C発射台は元々アポロ計画のために建設する計画が挙がっていたが、実現することはなく、（もし建設されていたとしても）39Aと39Bの発射台の複製になっていたであろうとされる。その後、軽量級のロケットの打ち上げに対応できる、より小さな発射台となる39C発射台が2015年1月から6月までの期間に建設された。
NASAによるLC-39AおよびLC-39Bからの打ち上げは、発射台から約3マイル (4.8 km)離れた場所に位置する打ち上げ管制センター (LCC) から管制が行われてきた。LC-39は、東部射場 (Eastern Range) のレーダー管制および追尾業務を共に担う、数ある発射場のうちの一つである。

## 歴史

### 前史
現在の第39発射施設周辺一帯の用地開発は、1890年に少数のハーバード大学出身の資産家が1エーカーあたり1ドルの地価で18,000エーカー (73 km2)の土地を購入したことに始まる。資産家たちは、後に第39A発射台が設置されることになる辺りに、クラブ会員向けに20室を備えた3階建ての木造（マホガニー製）のクラブハウスを建設した。施設内には、広い食堂、ワイン貯蔵庫、トロフィールーム、そして大量の武器や弾薬の保管庫も備え付けられていた。また、クラブハウスの上から眺める、大西洋と周囲の湿地に群がる野生生物の風景は壮観であった。1920年代に入ると、当時、水道・歩道・街灯・庭園などを完備した保養都市開発計画が推し進められていたこの土地の買い手を誘致しようと、自動車会社スチュードベーカー社の創業者の息子であったP. E. スチュードベーカーによって、カナベラル灯台の北13kmにあるデ・ソト・ビーチに小さなカジノが建てられた。発射施設が建設される以前は、用地の東側を州道A1A号線が通っており、その道沿いには1885年からアメリカ沿岸警備隊の部署が置かれていた。
1948年に、アメリカ海軍はケープ・カナベラルの南に位置したバナナリバー航空基地を、ドイツから接収したV2ロケットを試験するために、空軍へと移譲した。人口密集地から離れた海上へ向けて打ち上げを実行できるという目的のためには、フロリダ東海岸に面するこの基地の立地は理想的なものであった。1949年に当地は統合長射程試験基地となり、翌1950年にはパトリック空軍基地と改称した。1951年、空軍はケープカナベラルの一部を北側に建て増して、空軍ミサイル試験センターとした。これが後にケープカナベラル空軍基地 (CCAFS) となる。1950年代の間は、ミサイルおよびロケットの試験と開発は当地で実施された。

### NASAによる運用
1958年にNASAが設立されると、マーキュリー計画、ジェミニ計画などの初期のミッションで使用されたロケットは、ケープカナベラル空軍基地の発射台から打ち上げられた。
1961年にケネディ大統領は1960年代末までに人類を月へと送り込む目標（アポロ計画）を発表した。この月探査計画の発表により、基地の運用範囲はケープカナベラルから隣接するメリット島まで拡張された。NASAは早速、1962年から土地の取得を開始し、すぐさま131平方マイル (340 km2)を買い取り、さらにフロリダ州との交渉により87平方マイル (230 km2)を追加で購入した。1962年7月、当地は打ち上げ運用センター (Launch Operations Center) と命名された。当時、CCAFSに設置されていた発射台の中で最も大きな番号が振られていたのは第37発射施設であったが、月発射施設が設計されるとともに現在の名称へと改称された。

### 初期の設計

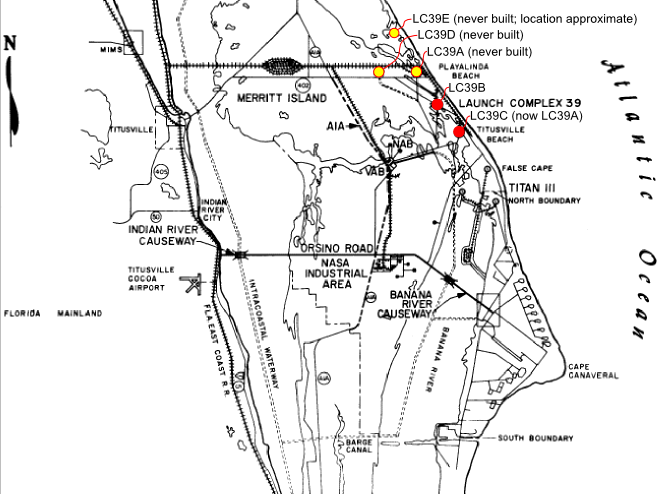
発射施設のプラン - 1963年

1963年の発射施設の初期構想では、5基の発射台 (39A - 39E) が、発射台での爆発などの損害を避けるために、8,700フィート (2,700 m)間隔で均等に配置されることになっていた。そのうちの3基 (39A・39B・39C) は実際に建設する計画が持ち上がったが、残る2基は保留となった。当時、発射台の番号は北から南へと順につけられており、北端が39A、南端が39Cであった。ところが、この39Aは結局建設されることはなく、のちに当初の39Cは39Aに名称変更された。それ以後、北側が39B、南側が39Aとなっている。現在の39A・39Bの2基態勢が整ったのは1965年のことであった。右図の当初計画案では、建設されなかった核組立棟 (Nuclear Assembly Building; NAB) の存在も確認できる。

### 初期の打ち上げ
発射台を最初に使用することとなったのは、アポロ計画の月ミッションの一環として打ち上げることとなったサターンVロケットである。それに後れて、スカイラブ計画およびアポロ・ソユーズテスト計画 (ASTP) では、サターンIBロケットが打ち上げられた。発射台の元の構造は次期のスペースシャトルの需要に応じて改造されることになり、スカイラブを輸送したサターンVの最終打ち上げの後にLC-39Aが1973年より、アポロ・ソユーズテスト計画を終えたLC-39Bが1977年より、それぞれ改造期間に入った。
アポロ時代にはこれらは単なる発射台（発射プラットフォームに備え付けられたアンビリカル/サービスタワー）だったが、改良工事によりサターンVロケット用の発射台を使用してサターンIBロケット (すべてのスカイラブ有人ミッション、スカイラブ・レスキュー、ASTP) を打ち上げることが出来るようになった。スペースシャトルに対しては、発射台に固定された（アポロ＝サターン時代から残された）発射塔に、回転する可動式のプラットフォームが取り付けられ、オービタ（機体）を保護するとともに、ペイロードベイに垂直向きのペイロードを搬入することが出来るようになった。スペースシャトル以後のNASAのコンステレーション計画に際しては、2基の発射台はアポロ計画時代に近い状態に戻される一方で、アレスIとアレスVを落雷の危険から守るための避雷針が設置された。
LC-39は1967年のサターンVの打ち上げで初めて使用され、無人のアポロ4号を輸送した。2度目の無人宇宙船アポロ6号の打ち上げでもLC-39Aが使用された。LC-39B発射台を使用したアポロ10号を除いては、アポロ8号に始まるアポロ計画のすべての有人ミッションは、LC-39Aを使用して実行された。1973年のスカイラブの打ち上げ以降、LC-39Aはスペースシャトル用に再構成され、1981年のコロンビア号（STS-1）の初打ち上げに使用された。アポロ10号の打ち上げの後、LC-39BはLC-39Aが万一の事故などの不具合により使用できなくなった場合のバックアップ発射施設として保持された。アポロ・ソユーズテスト計画後は、LC-39Aと同様の改造が施されることとなったが、予算削減のため、1986年まで使用可能な状態になかった。そして、39Bを使用した最初のスペースシャトルの打ち上げは不幸にも打ち上げに失敗したSTS-51-Lであり、チャレンジャー号爆発事故を引き起こすこととなった。
2008年5月31日に実行されたSTS-124の打ち上げの際に、LC-39Aの発射台は、固体ロケットブースタの炎を逸らすために使用されるコンクリート製トレンチを中心に、大きな損害を受けた。その後の調査により、この損害はエポキシ樹脂の炭化、およびトレンチ内部で耐火レンガを支える鉄製の錨が腐食したことによってもたらされたことが判明した。固体ロケットブースタの副産物として塩化水素ガスが排出されるという事実により、一層事態を悪化させることとなった。

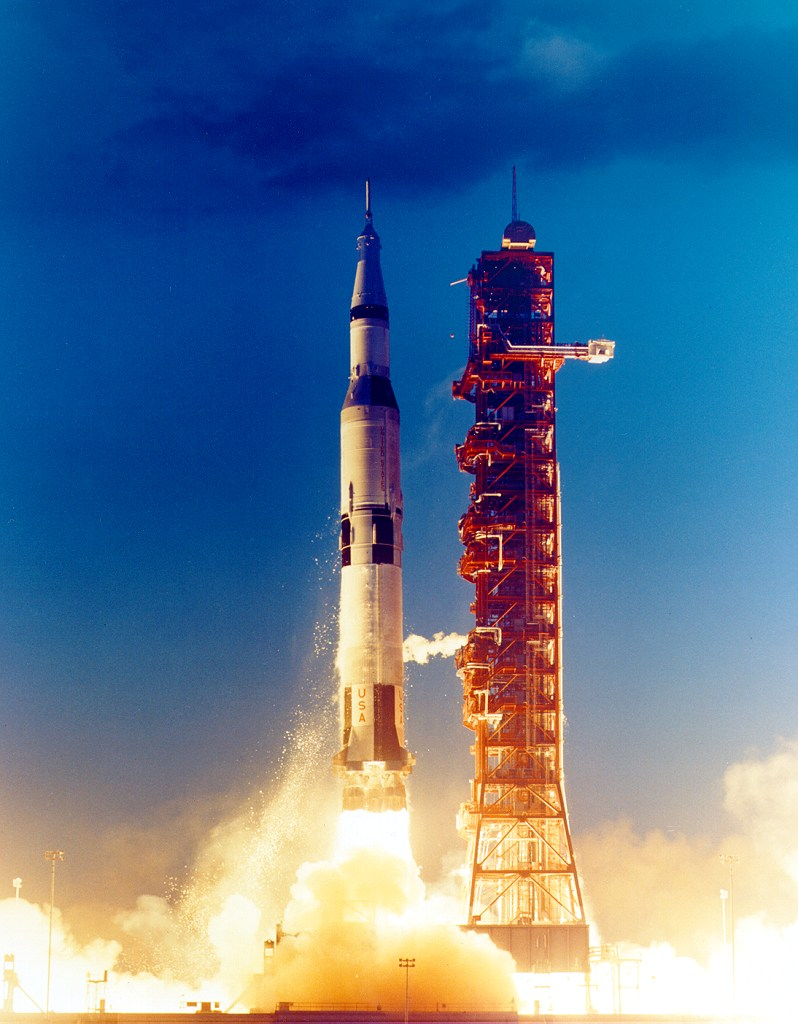
LC-39A発射台から初めて打ち上げられるサターンVロケット (無人のアポロ4号を積載)
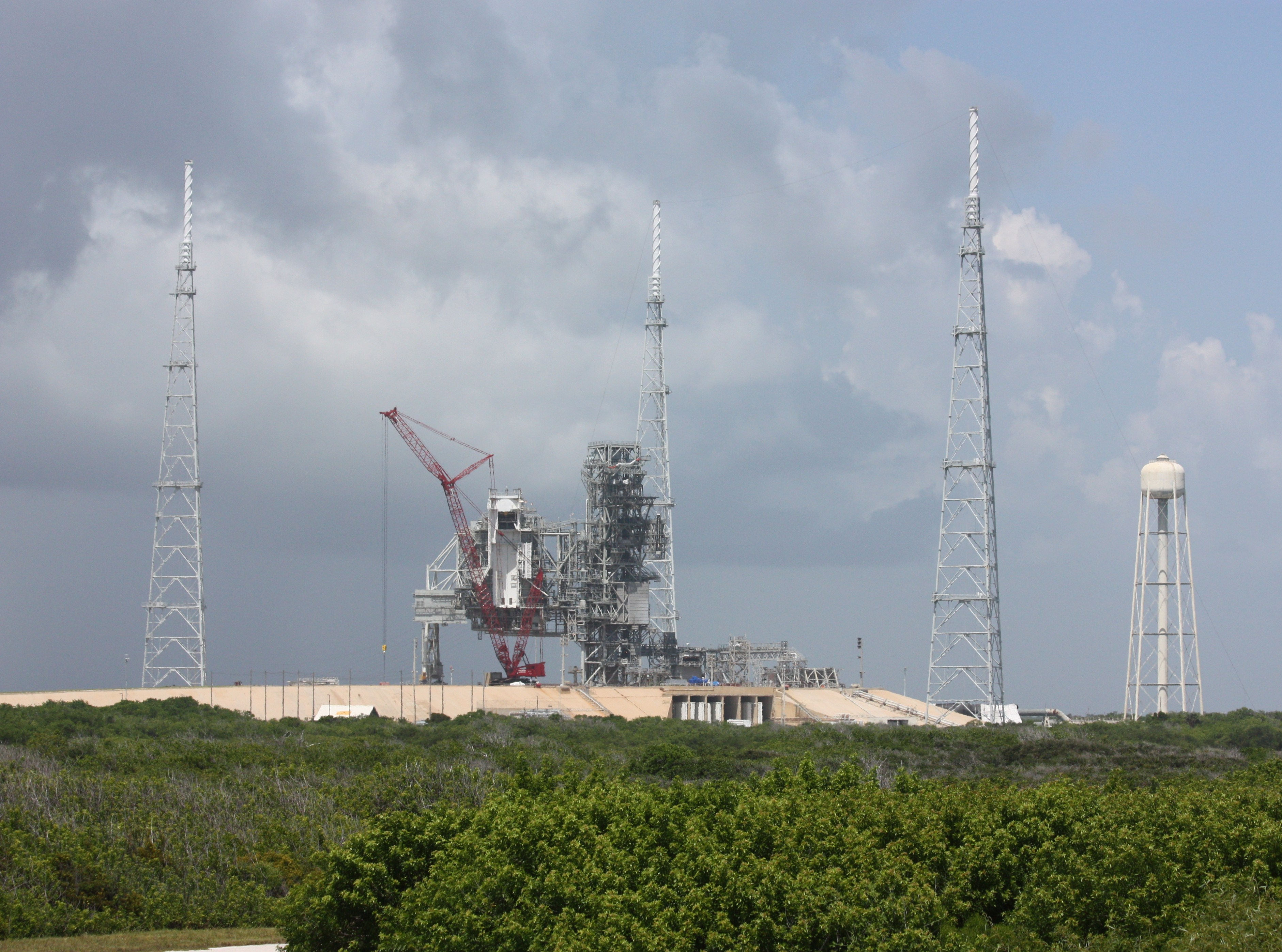
アレスロケットの打ち上げに向けた改造作業が進むLC-39B

### スペースシャトル計画での運用

#### シャトルの組み立て
スペースシャトルを軌道に投入するために必要な推力は、2基の固体ロケットブースタ (Solid Rocket Booster, SRB) とスペースシャトルの3基のメインエンジン (SSME) によって生み出される。SRBはその名の通り、固体燃料を使用している。スペースシャトルのメインエンジンは、外部燃料タンク (ET) 内の液体水素と液体酸素を配合して使用される。これは、オービタ本体にはメインエンジン用の燃料タンクが備わっていないためである。通常打ち上げの数ヶ月前には、スペースシャトルを構成する3つの主要な構成要素となるオービタ、SRB、外部燃料タンクがシャトル組立棟 (VAB) に運び込まれる。そこで組み立てられたスペースシャトルは移動式発射プラットフォーム (MLP) に載せられる。SRBはユタ州の製造工場からセグメント毎に鉄道で輸送され、外部燃料タンクはルイジアナ州の製造工場から船で輸送される。この間、スペースシャトル・オービタはオービタ整備施設 (OPF) で整備が進められる。VABでは、まず2基のSRBがMLP上に固定されて組み立てられる。次に外部燃料タンクがSRBに結合され、OPFからVABに移動したオービタがクレーンで吊り上げられて、外部燃料タンクに結合され、スペースシャトルの組み立てが完成する。

#### 発射台への輸送

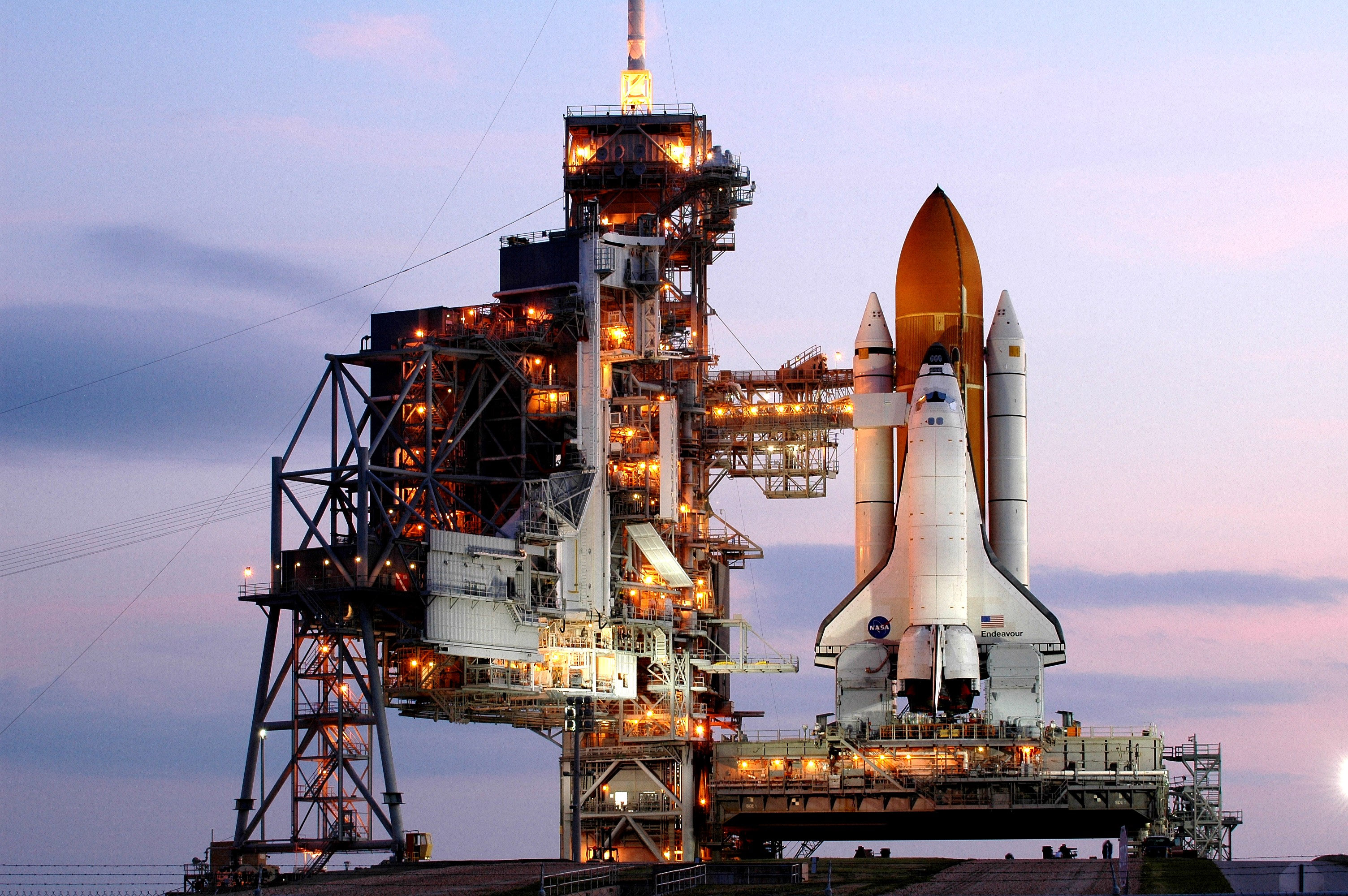
第39A発射台で打ち上げを待つスペースシャトル・エンデバー

組み立てが完了したスペースシャトルは、移動式発射プラットフォーム (MLP)の上に固定されたまま、クローラ・トランスポータ（無限軌道輸送車両）に載せられ、8時間近くかけて5 - 6km離れた39番発射台まで運ばれる。発射台に到着すると、MLP が支柱に固定され、クローラ・トランスポータは発射台から離れていく。なお、ペイロード（搭載物）はスペースシャトルとは別に、ペイロード輸送キャニスタの中に入れられて発射台まで運ばれる。
コロンビア号空中分解事故以降は、緊急時に備えてバックアップ用のシャトルが1-2ヶ月以内に打上げ可能になるようなスケジュールで、後続のシャトルの打上げ準備作業が進められるようになった。

#### 音響抑制システム
それぞれの発射台近くには、打ち上げ時に発生する騒音を抑え、機体を衝撃波から保護するために利用する大量の水を溜めておく給水タンクが設置されている。この水を用いた音響抑制システム (Sound Suppression System) では、高さ88mの給水塔に1.1メガリットルの水を蓄えておき、エンジン点火直前に水を放出する。発射台への放水によってスペースシャトルのエンジンから発生する強烈な音波のエネルギーは、多くが水を振動させることに消費され残りのエネルギーが空気を振動させる。この際、放出された水は周囲の熱により大量の水蒸気となる。

#### 発射台からの緊急避難
万一の発射台での事故に備えて、緊急時にシャトル乗組員が迅速に避難できるように、発射施設では特別な緊急退避システムが用いられる。発射台で爆発などの事故が起きた際は、乗組員はスペースシャトル・オービタから退出して、すぐさまこの非常用のスライドワイヤー式のバスケットに駆け込んで、固定を解除する事で、射点から離れた場所にまで急降下する。その速度は最大で時速88kmにも達する。乗組員たちは地上に降りると、次に退避壕に待機させてある改良型のM113装甲兵員輸送車に乗り込み、ヘリポートへと向かう。そして、そこから離れた安全な区域へと退避する。NASAの安全規則では、乗組員以外の全職員は、打ち上げ時には発射台から十分離れた安全な場所にいなければならないことになっているため、乗組員たちには一切外部からの援助なしで避難行動をとることが要求されている。

## 現在の状況

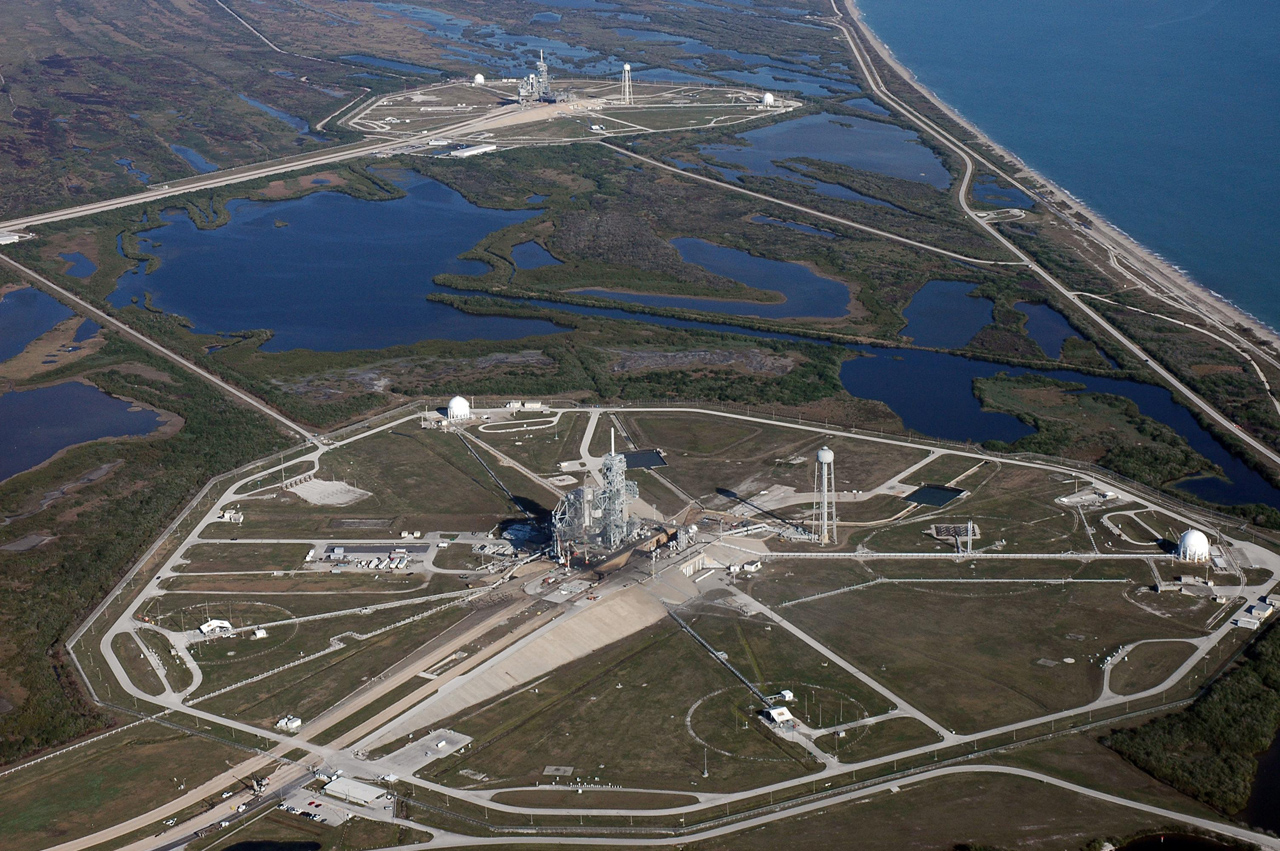
上空から39A (手前) および39Bの両発射台を望む

2011年のスペースシャトルの退役をもって、2010年にコンステレーション計画の中止が発表されたことにより、約2年ほどLC-39の将来的な用途は不透明な状況が続いた。

### LC-39A

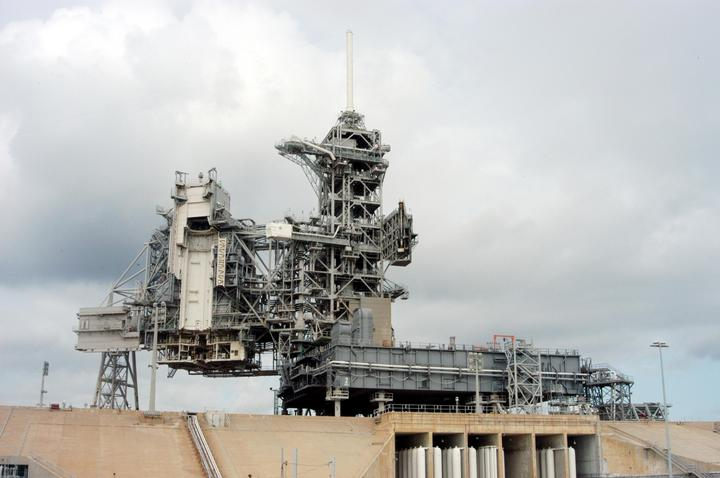
LC-39A

LC-39Aは、スペースシャトルの最後の飛行となったSTS-135ミッション以降、使用計画が未定となっていたが、2014年4月14日にスペースX社に20年間リースする調印式が行われ、2017年からファルコン9とファルコンヘビーの射点として使用されている。2020年5月30日に有人型のドラゴン2がLC-39Aから打ち上げられ、ISSへの宇宙飛行士の有人テスト飛行に成功した（Crew Dragon Demo-2）。今後のISSへの商業打上げもここから行われることになる予定である。

### LC-39B
NASAは、2006年12月9日にSTS-116の打ち上げを行い、LC-39Bでの最終シャトルミッションを終えた。
その後、STS-125のミッションまでの期間には、STS-125を支援するためのSTS-400救援ミッションのために、エンデバーをLC-39Bに待機させた。打ち上げを休止していたこの期間に、新たに600フィート (180 m) の避雷針が3本設置された。これは、ケープカナベラル付近にあるアトラス Vやデルタ IVの発射台で使用されるものと類似している。同時に、それまで設置されていた射点頂部に設置されていた1本の避雷針とクレーンが撤去された（このクレーンはアポロ時代から存在したものである）。STS-125ミッションの完了を待って、STS-400ミッションの打ち上げ待機の任務も解かれ、アレスロケットの試験機であるアレスI-Xの打ち上げが2009年10月28日にLC-39Bで実施され成功した。
アレスI-Xのフライト以降、NASAは発射台設備の大幅な刷新を実施し、液体水素、液体酸素および水の貯蔵タンクのみを残して他の設備（FSSやRSS等の大型の射点構造物）を撤去した。
39B射点は2017年以降に、NASAとロッキードマーチン社が開発中のオリオン宇宙船を搭載するスペース・ローンチ・システム (SLS) の打上げに使用される予定。SLSの打上げ頻度はあまり高くないため、打上げ計画がない期間は民間企業の有人打上げに使うことも可能とNASAは説明している。

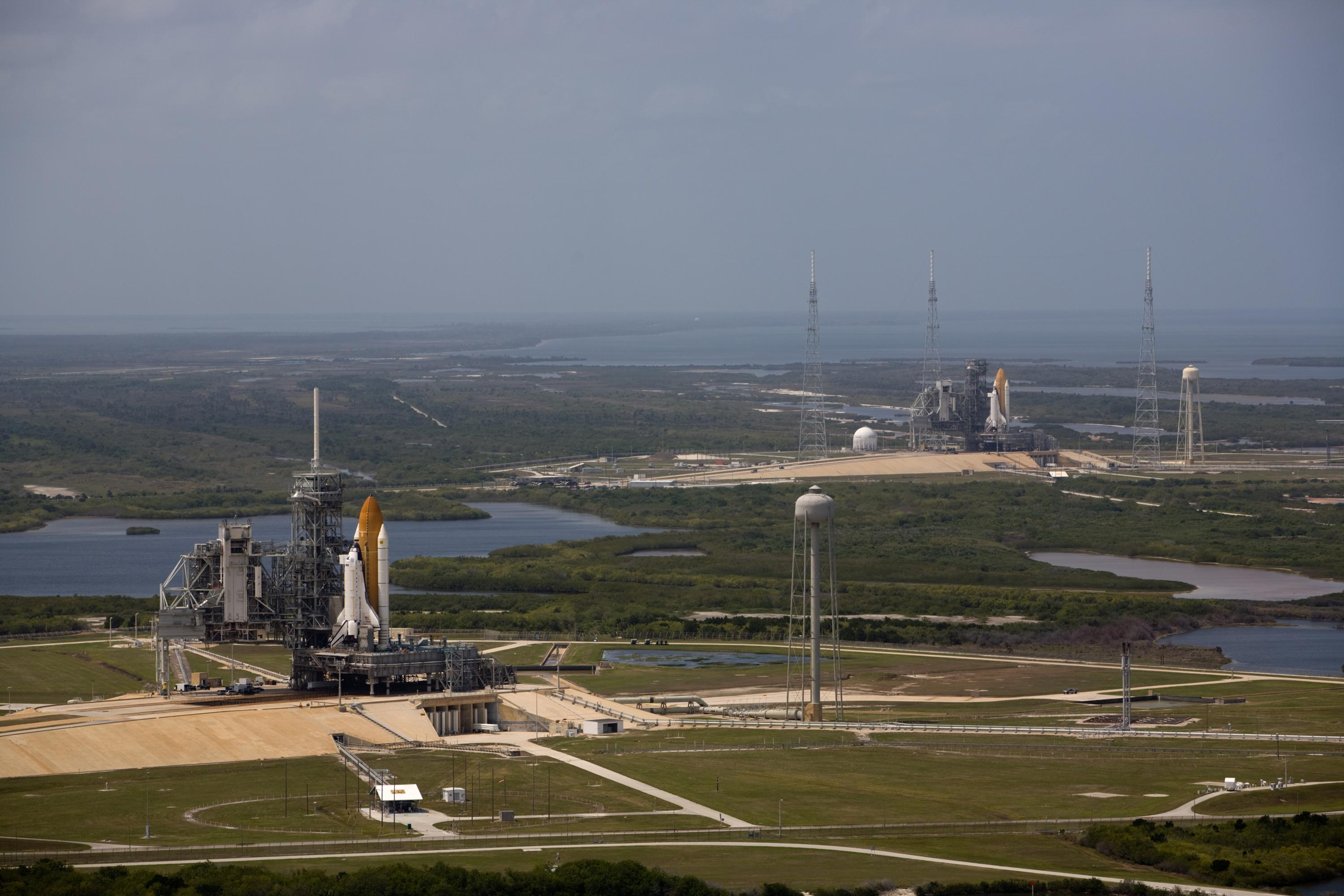
スペースシャトル計画では最後の光景となった、39Aおよび39Bの両発射台に並んでSTS-125ミッションに向けて待機するスペースシャトル「アトランティス」と「エンデバー」
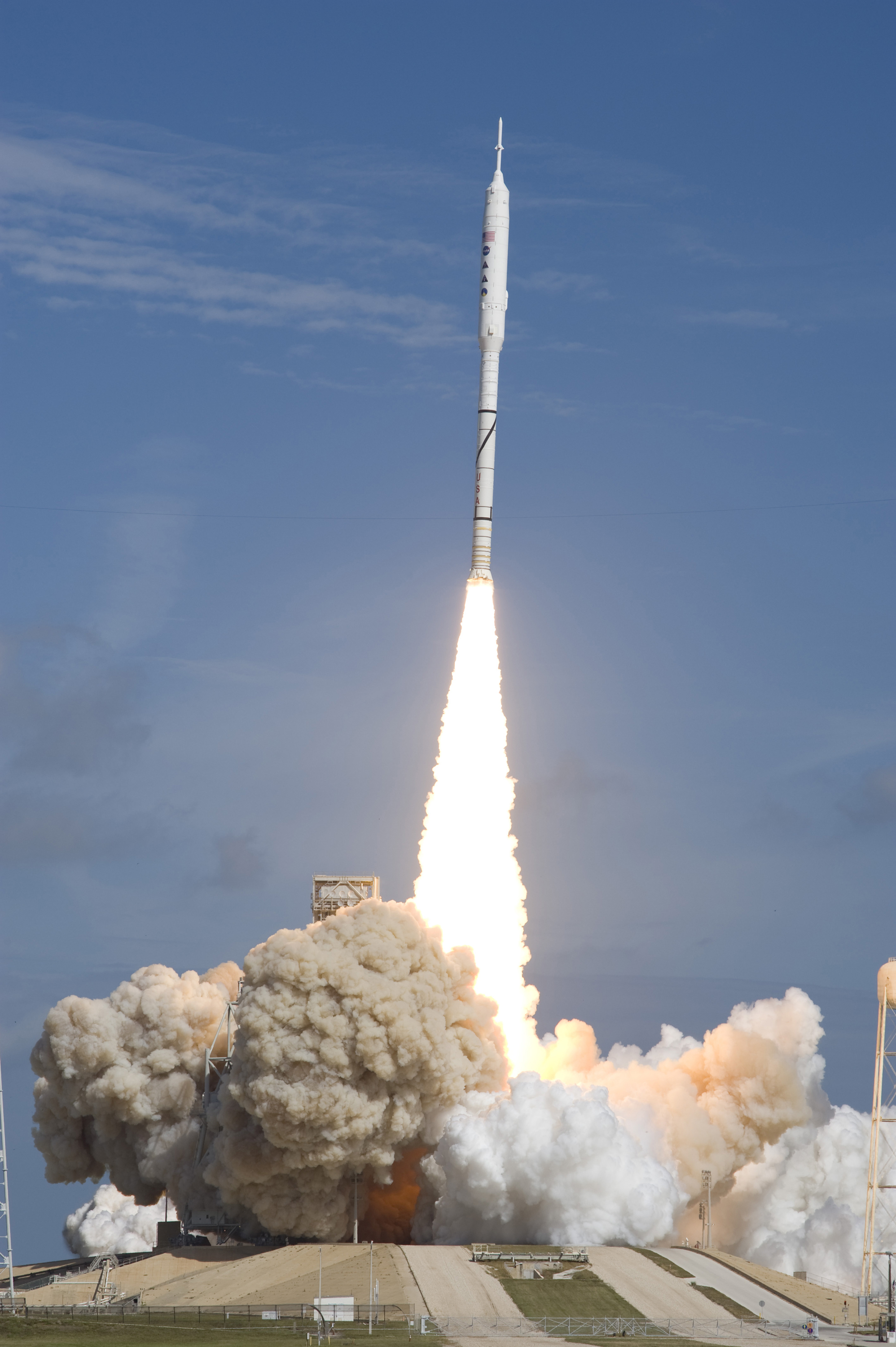
2009年10月28日15:30 (UTC) にLC-39Bから打ち上げられた、アレスI-X

### LC-39C

#### 建設
発射台の建設は2015年1月に始まり、同年6月に完成した。ケネディ宇宙センター長のロバート・D・カバナと、地上系開発および運用 (Ground Systems Development and Operations; GSDO) 計画、中心企画および開発 (Center Planning and Development; CPD)、エンジニアリング役員からの代表者らは、2015年7月17日、完成記念式典でテープカットをして新しい発射台の完成を祝った。
ロバート・D・カバナは「アメリカ最高の宇宙港として、アメリカの打ち上げ需要に応えるため、我々は常に、新しくて革新的な方法を探し求めている。そして、欠けていた一つの区域は小さい等級のペイロードだったのである。」と述べ、「21世紀の基金を使い、我々は39C発射台を建てた。」とも述べた。
GSDOは、このプロジェクトを監督し、ケネディ宇宙センターにおいて、CPDと協働して商業宇宙活動の成長に向けて努力を払った。
「射点39Cは、我々の発射台の取り揃えに最新の追加となるものだ。」とCPD局長のスコット・コロレードは述べた。「小さい等級の市場はここにある。そのような種類の打上げ機の需要は増加している。ここで重要なのは、これは本当に小さい等級の打上げ機のための驚くべき発射場のように見える必要があるということだ。」
コンクリート製の発射台は、幅が約50フィート (15 m)、長さが約100フィート (30 m) あり、燃料を積載したローンチ・ビークル、ペイロード、顧客から提供されたものを合わせた132,000ポンド (60,000 kg) までの重量を支えることができるとされる。そして、中央の塔の構造、流体ライン、ケーブルおよび中央部分のアームは約47,000ポンド (21,000 kg) までの重さがある。
GSDOは、様々な小さな等級のロケットに液体酸素と液体メタンの燃料を供給する能力を提供するために、ユニバーサル・プロペラント・サービシング・システム (Universal Propellant Servicing System; UPSS) も開発した。このシステムは2016年の夏にも運用上の準備ができることになっている。

#### 将来性
ケネディ宇宙センターの最新の発射台 (LC-39C) は、小さな等級の宇宙機に対応するために設計された。LC-39B周辺の南東区域に位置するこのコンクリート製の発射台は、幅が約50フィート (15 m)、長さが約100フィート (30 m) ある。LC-39Cは多目的発射場として、民間会社がより小さい等級のロケットをテストすることができるようになっており、より小規模の会社が商業宇宙飛行の市場に参入する余裕をもたせることを可能にしている。